# 髪 (美空ひばりの曲)
『髪』（かみ）は、美空ひばりのシングル。1964年7月5日に日本コロムビアから発売された。

## 概要
- 本曲は、公私ともにひばりの大親友であった中村メイコが、当時小林旭との離婚直後で傷心のひばりを慰めるような歌を作ってプレゼントして欲しいとひばりの母・加藤喜美枝に頼まれて作詞を手掛けたもの。この時に中村は、ひばりの髪を指でいじる癖を見つけ、それを基に詩を書き上げ、中村の夫である神津善行が曲を付けた。中村・神津夫妻にとって、本曲が最初にひばりに提供した作品である。
- A面『髪』は同年上映の東宝映画「ひばり・チエミ・いづみ 三人よれば」主題歌[1]であり、同作品は三人娘が久々に共演した映画であるが、神津は劇中の音楽も担当している。1989年2月7日に福岡県北九州市の九州厚生年金会館で行われた生涯最後の公演でも、同じく中村・神津の作品である『夾竹桃の咲く頃』（1966年）、『さよならの向うに』と共に歌唱された。同曲は公演昼の部に歌唱されたが、このコンサートがひばりにとって生涯最後のコンサートになろうなど、関係者の誰一人として思ってもいなかったため、コンサートの映像は残されていない[2]。しかし専属バンドの指揮者・チャーリィ脇野がバンドの音をチェックする為に偶然カセットテープを回して録音しており[2]、その音源が2005年にCD化されている[3]。

## 収録曲
※両曲共 作詞：中村メイコ、作曲・編曲：神津善行
1. 髪
2. 小さなクラブ